# Chinesische Null
Die Chinesische Null („〇“), engl. Ideographic number zero (Unicode), frz. Zéro idéographique ist im Unicodeblock CJK-Symbole und -Interpunktion unter U+3007 kodiert, der, wie die Abkürzung „CJK“ besagt, die chinesischen, japanischen und koreanischen Schriftzeichen enthält.
Das Symbol 〇 für die Null wurde 1247 vom Mathematiker Qin Jiushao (秦九韶) in seinem Werk Shushu Jiuzhang (數書九章 / 数书九章,  Shùshū Jiǔzhāng, englisch Mathematical Treatise in Nine Sections) eingeführt.

## Verwendung
Das Zeichen wird für die Schreibung der Null in mit chinesischen Schriftzeichen geschriebenen chinesischen Zahlen verwendet.
sānlíngliù hào (三〇六号 – „Nr. 306“)
yāojiǔjiǔlíng nián (一九九〇年 – „Jahr 1990“)

## Hochchinesische Aussprache
Das Zeichen „〇“ wird im Hochchinesischen líng ausgesprochen und wie das Wort líng („零“) als Zeichen für die Null (0) verwendet.

## Ähnliche und verwandte Zeichen
Das Zeichen darf nicht mit anderen Zeichen, wie z. B. dem lateinischen Großbuchstaben O, dem lateinischen Kleinbuchstaben o oder der Ziffer Null (0), verwechselt werden.
| Zeichen | Unicode Position | Unicode Bezeichnung    | Bezeichnung                   |
| ------- | ---------------- | ---------------------- | ----------------------------- |
| O       | U+004F           | Latin capital letter O | Lateinischer Großbuchstabe O  |
| o       | U+006F           | Latin small letter o   | Lateinischer Kleinbuchstabe o |
| 0       | U+0030           | Digit zero             | Ziffer Null                   |